# Taka-Töölö
Taka-Töölö è un quartiere di Helsinki.

## Popolazione
Gli abitanti di Taka-Töölö sono circa 15.000, di cui l'83% è di madrelingua finlandese, l'11% è di madrelingua svedese e il 6% viene o dalla Russia o dall'Estonia. Oltre il 90% del patrimonio abitativo è stato costruito prima degli anni '60.

## Punti d'interesse
Taka-Töölö non è certo il quartiere più visitato di Helsinki, ma presenta alcune attrazioni degne di nota:
- Teatro Nazionale Finlandese, risalente al XIX secolo, è il teatro di posa più antico della Finlandia. È stato realizzato nel 1872 in stile neogotico e liberty
- Residenza estiva del Primo Ministro, situata in riva al mare mare all'estremità occidentale di Linnankoskenkatu.
- Hotel Scandinik Park Crowne Plaza, uno degli alberghi più lussuosi di Helsinki, aperto negli anni '50 per ospiti provenienti da ogni parte del mondo.
- Opera Nazionale Finlandese, il secondo teatro della Nazione è un teatro dell'opera realizzato nella seconda metà del secolo scorso e completato nel 1983. Si distingue per le forme astratte della sua struttura.
- Centro Olimpico Kishälli
- Chiesa di Ekelundinsuunnittelemä, o Chiesa di Töölö, è una chiesa protestante realizzata fra il 1927 e il 1930. La chiesa, in stile moderno, è stata chiusa fra il 1941 e il '42 per ampliarne il coro e, in tempi più recenti (2014), ha subito un lungo restauro.[2]

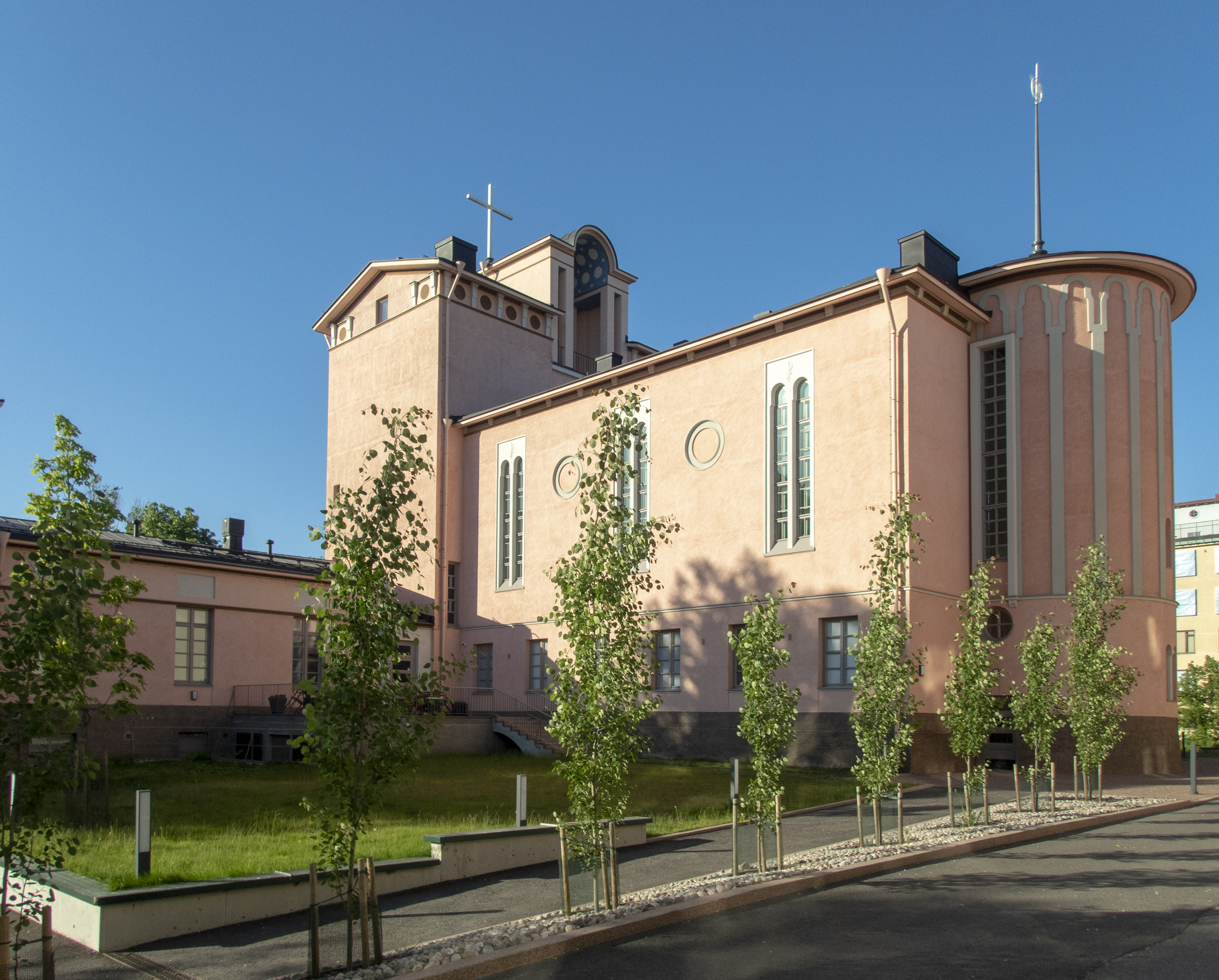
Chiesa di Töölö

## Aree verdi
Taka-Töölö è uno dei quartieri più "verdi" di Helsinki. Nella zona vi sono oltre 36 ettari di parchi e 15 ettari di area forestale (principalmente nella zona di Rajasaari). 

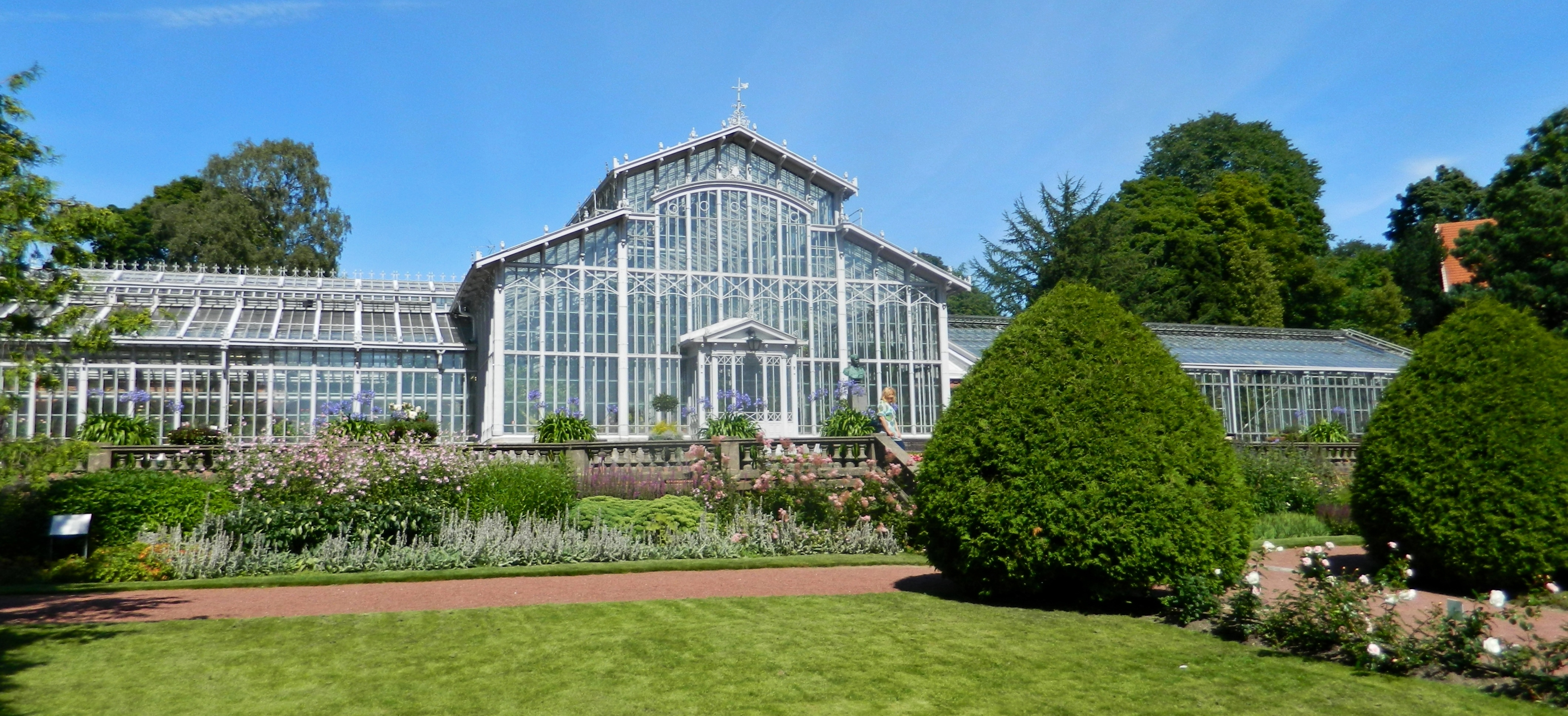
Giardino d'Inverno, Helsinki

Nella zona ha anche sede il Giardino d'Inverno (nella foto).

## Impianti sportivi
Nell'area di Taka-Töölö ha sede il Centro Olimpico di Helsinki, che comprende vari stadi e campi sportivi realizzati in occasione delle Olimpiadi di Helsinki del 1952. Fra gli impianti realizzati menzioniamo Kisahälli, lo Stadio Olimpico, lo Stadio del Nuoto, gli impianti per il canottaggio e per la canoa e il campo da calcio più attrezzato della Finlandia.

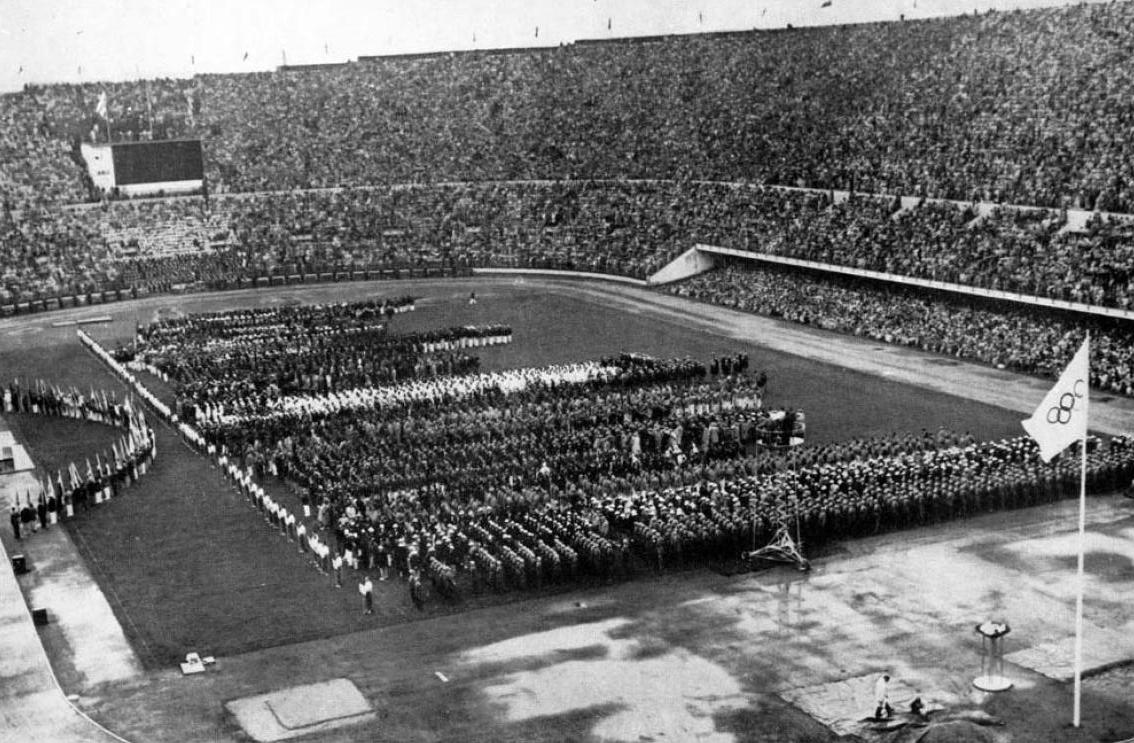
Foto delle Olimpiadi di Helsinki del 1952

## Impianti sanitari
Il quartiere di Taka-Töölö ospita molti centri adibiti a funzioni sanitarie.

## L'Ospedale di Töölö
L'Ospedale di Töölö, le cui specialità sono chirurgia della mano, neurochirurgia, ortopedia e traumatologia, e la chirurgia plastica (in particolare la rinoplastica), è uno dei principali ospedali del paese. La parte più antica dell'ospedale, completata nel 1932, era inizialmente occupata dalla divisione finlandese della Croce Rossa. La parte moderna, è stata invece progettata da Jussi Paatela. Nella clinica di emergenza ospedaliera è stato definito un sito per gli incidenti stradali sin dalle prime fasi di vita della struttura, che oggi costituisce il principale punto di riferimento per i finlandesi che hanno subito traumi di qualsiasi genere.